# Chahar Asyab, Khuzestan
Chahar Asyab (persiska: چهارآسیاب) är en ort i Iran.   Den ligger i provinsen Khuzestan, i den centrala delen av landet, 600 km söder om huvudstaden Teheran. Chahar Asyab ligger 293 meter över havet och antalet invånare är 128.
Terrängen runt Chahar Asyab är platt.Runt Chahar Asyab är det ganska tätbefolkat, med 62 invånare per kvadratkilometer. Närmaste större samhälle är Behbahan, 8,9 km sydost om Chahar Asyab. Trakten runt Chahar Asyab består till största delen av jordbruksmark.